# كيمبرلي إليز
كيمبرلي إليز تراميل (بالإنجليزية: Kimberly Elise) (من مواليد 17 أبريل 1967) ، اشتهرت باسمها المهني كيمبرلي إليز ممثلة تلفزيون وسينما أمريكية ،قدمت أول أداء لها في فيلمها الأول ( Set It Off-1996 ) ثم أدائها الثاني في فيلم ( Beloved-1998 ) والذي تلقت إشادة من النقاد على أداءها في ذلك الفيلم .

## روابط خارجية
- كيمبرلي إليز على موقع IMDb (الإنجليزية)
- كيمبرلي إليز على موقع ألو سيني (الفرنسية)
- كيمبرلي إليز على موقع تيرنر كلاسيك موفيز (الإنجليزية)
- كيمبرلي إليز على موقع أول موفي (الإنجليزية)
- كيمبرلي إليز على موقع قاعدة بيانات الأفلام السويدية (السويدية)
- كيمبرلي إليز على موقع إن إن دي بي (الإنجليزية)
- كيمبرلي إليز على موقع قاعدة بيانات الفيلم (الإنجليزية)
- كيمبرلي إليز على موقع كينوبويسك (الروسية)